# Narodnik
Narodniks ou populistas russos (em russo, народничество) eram membros das elites urbanas cultas da Rússia, aderentes ao socialismo agrário, que, durante as décadas de 1860 e 1870, idealizavam um regresso à vida no campo, inspirados no romantismo, em Rousseau e Alexandre Herzen.
O populismo surgiu na Rússia por volta de 1870, e seus prosélitos eram intelectuais militantes que pretendiam basear o poder e o controle coletivos de comunidades rurais na democracia direta, distante da burocracia e do autoritarismo tsarista. Os populistas russos foram inspiradores do Comunismo, embora tenham sido posteriormente criticados pelos comunistas.
O seu movimento ficou conhecido como o Narodnichestvo (ou Narodismo). O termo deriva da expressão russa "Khojdenie v narod", "Ir para o povo". Este movimento terminou num rotundo fracasso. Em breve eles foram confrontados com uma realidade rural que era bem diferente da idealizada. Os intelectuais idealizadores deste movimento concluíram que os camponeses russos não eram os seus aliados numa revolta vindoura. Terminado este capítulo romântico no campo, alguns destes intelectuais russos enveredaram por uma nova estratégia: o terror, com a criação do movimento Terra e Liberdade (Sêmlia i Vólia) em 1876. Em vez dos camponeses no campo, estes revolucionários procuraram o apoio dos camponeses nas cidades (a urbanização na Rússia avançava a passos largos após a libertação dos servos em 1861). O proletariado, mesmo sendo uma minoria na Rússia, mostrou-se mais favorável a estes ideais. A alfabetização da Rússia também foi uma ajuda para a causa dos revolucionários. Foi neste contexto que, em 1872, publicou Das Kapital na Rússia.

## Tentativas de mobilização rural
Os Narodniks tentaram ensinar aos lavradores o imperativo moral da revolta. Porém, não encontraram quase nenhum apoio.
Os Narodniks provinham de uma classe social média-alta. A maior parte deles não tinha qualquer afinidade com os lavradores russos, sua cultura e muitas vezes nem sequer falavam sua língua, já que as elites russas falavam francês e alemão. Numa tentativa de se "aproximar" dos camponeses, estes intelectuais russos aprenderam a falar russo; aprenderam também a vestir-se como camponeses e a dançar como camponeses.
Ao chegar às vilas, vestidos apropriadamente como lavradores, cantando e dançando aquilo que tinham aprendido, chegaram mesmo a ser tomados por bruxos pelos camponeses russos - completamente isolados da civilização e do Iluminismo que entretanto tivera lugar na Europa ocidental mas que passava despercebido nas zonas rurais russas.
Muitos destes infelizes intelectuais citadinos foram maltratados pelos camponeses. Alguns foram julgados em tribunais dos camponeses (o sistema judiciário era rudimentar) e foram queimados na fogueira.
A Okhrana (polícia secreta czarista) respondeu com repressão: revolucionários e camponeses foram espancados, presos e exilados.
O auge deste movimento foi vivido em 1877, mas em breve seria esmagado.

## Mudanças estruturais
Um líder Narodnik, Stepniak, escreveu em 1876 a seu amigo Lavrov: "Não conseguimos nem sequer mudar o pensamento de um entre 600 camponeses, quanto mais de um em 60"... "Todos reconheceram a necessidade de uma organização... Uma revolta precisa de ser organizada".
Orlando Figes escreve em "A tragédia de um povo":
O resultado foi a criação de uma estrutura partidária neste mesmo ano, que estava mais centralizada do que os círculos frouxos dos anos 1860. Ela recebeu o nome de Terra e Liberdade (Sêmlia i Vólia) e deu menos importância à propaganda aberta para se concentrar nas actividades conspirativas clandestinas. A 6 de dezembro de 1876 organizou a primeira manifestação pública da história da Rússia.
A roda tinha completado uma volta completa: depois dos métodos da revolução social, os narodniks, viravam-se agora para os métodos jacobinos da conspiração, do terror e do golpe de Estado em nome do povo. Os escritos de Piotr Tkatchov marcam esta transição.
Segundo Orlando Figes, nos últimos 20 anos do regime dos Czares, mais de 17.000 pessoas foram mortas ou feridas por terroristas.